# Batalla del Vado de Jacob

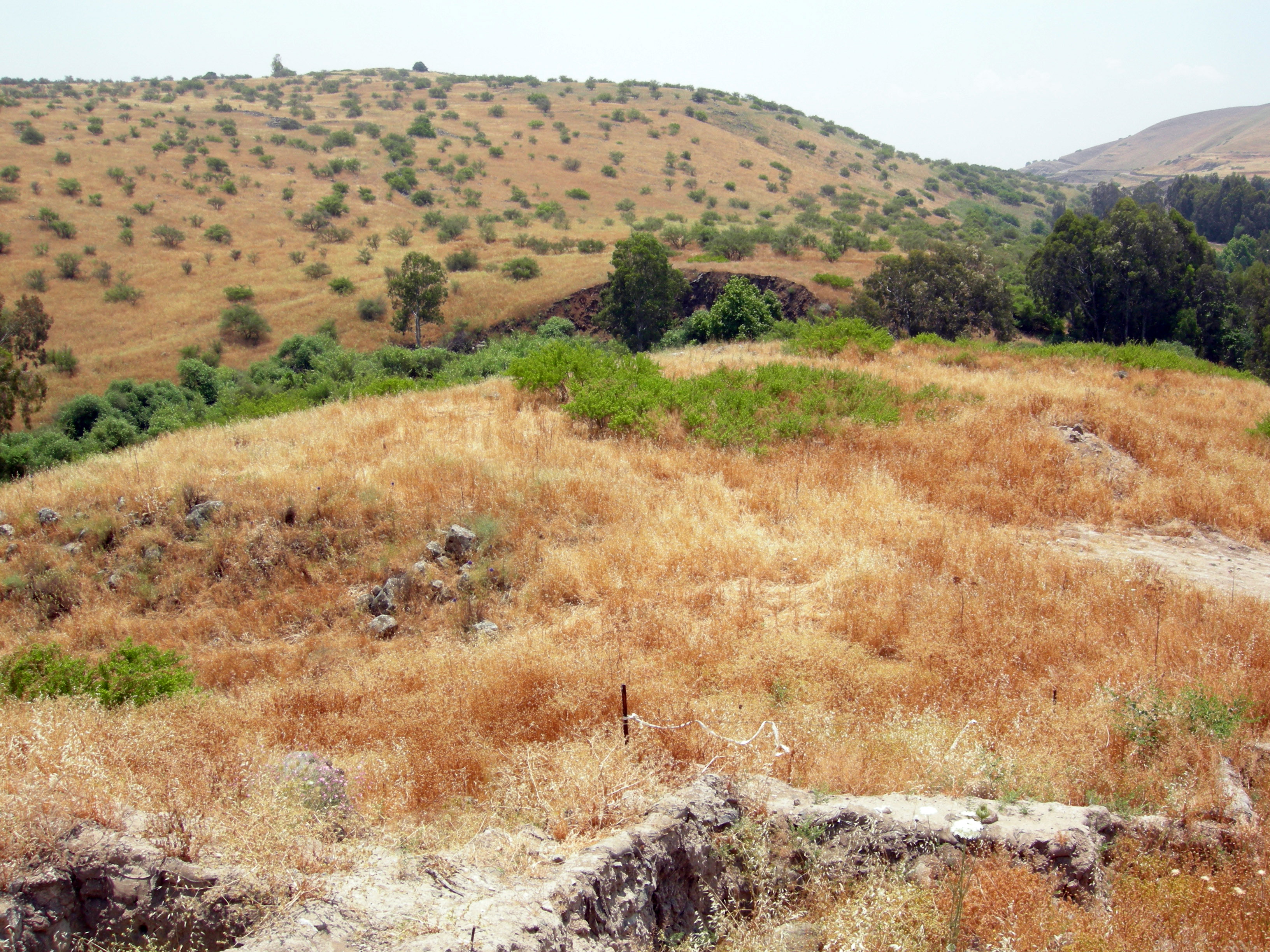
Vista este de la fortaleza cruzada al otro lado del río Jordán, en la dirección en la que atacaron las fuerzas de Saladino

La batalla del Vado de Jacob se libró en 1179 entre el Reino de Jerusalén y las fuerzas musulmanas de Saladino. El lugar es también conocido por el nombre latino de Iacob Vadum y en el hebreo moderno como Guésher Bnot Yaacov.
En octubre de 1178, el rey Balduino IV de Jerusalén y los Caballeros Templarios iniciaron la construcción del castillo de Chastellet en el Vado de Jacob, el único lugar de cruce del río Jordán y la carretera principal entre el Imperio de Saladino y el Reino de Jerusalén. El castillo estaba a solo un día de marcha de Damasco, la capital de Saladino, y esto socavaba gravemente su autoridad. Al comienzo de la construcción, Saladino se encontraba fuera sofocando una rebelión en el Líbano. El tamaño que iba a establecerse para el castillo era rival del Crac de los Caballeros, pero cuando Saladino regresó, solo se había terminado el primer anillo de las murallas del castillo, con diez metros de alto y solo una torre completada, y con el resto del castillo aún sin terminar.
En la primavera de 1179 tuvieron lugar varias escaramuzas, principalmente saliendo Saladino victorioso. Balduino se retiró a Tiberíades, y más tarde a Jerusalén para reagruparse, mientras que llegaban refuerzos para Saladino desde el norte de Siria y Egipto. En agosto de 1179, Saladino estaba preparado para asaltar el Vado de Jacob. Balduino se encontraba ahora estacionado en Tiberíades, a solo un día y medio de marcha. Saladino comenzó a bombardear el castillo con proyectiles desde el este y el oeste y, a continuación, envió especialistas mineros a los muros que crearon un túnel por debajo de la muralla, pero un incendio causó el colapso de la mina, provocándole un importante daño. El túnel se terminó en el cuarto día de asedio, pero no se prendió fuego al túnel debido a que no se encontraba directamente con la muralla. Saladino esperaba que llegara pronto Balduino, por lo que era necesario que continuara la socavación de inmediato, pero con el fuego ahora azotándole era imposible. Saladino ofreció una moneda de oro a cada hombre que se ofreciera a apagar el fuego llevando cubos de agua desde el río Jordán.
Los voluntarios sufrieron muchas bajas debido a la concentración de proyectiles de los cruzados contra ellos en un intento de ganar tiempo para la llegada de Balduino. Sin el fuego, el túnel se amplió y se prendió de nuevo en el quinto día, causando una brecha a través de la cual Saladino mandó a sus hombres, dando muerte a 800 soldados de la guarnición, y teniendo 700 nuevos cautivos que después ejecutaría. Saladino ordenó a sus hombres llenar el castillo con los cuerpos de los hombres y caballos muertos y estropear la fuente de agua para disuadir a la reconstrucción del lugar por muchos años más. Balduino llegó seis horas más tarde, y al ver su castillo en llamas, dio marcha atrás. Saladino desmanteló el castillo, pero no antes que una «peste» devastase su ejército matando a diez de sus comandantes.
- Datos: Q2236782
- Multimedia: Ateret Fortress / Q2236782